# Battersea
Pour la circonscription électorale, voir Battersea (circonscription britannique).
Battersea est un district situé au sud-ouest du centre de Londres, dans le borough de Wandsworth, sur la rive sud de la Tamise.
La centrale électrique de Battersea, commencée en 1929 et terminée en 1939, est un imposant bâtiment devenu emblématique de ce quartier jadis industriel. Sa photo se trouve sur la couverture de l'album Animals de Pink Floyd. On peut aussi l'apercevoir dans le clip One Thing du groupe britannique One Direction, derrière les membres du groupe, alors qu'ils s'amusent sur les pelouses de Battersea Park.
Battersea est aussi surnommé « Nappy Valley » (vallée des couches), à la fois par rapport à son fort taux de natalité et par la prédominance de classes moyennes-supérieures dans une atmosphère de néo-convivialité articulée notamment autour des cafés et restaurants,.
Au sud de Battersea, se situe la gare de Clapham Junction.
Au son apogée, la centrale produisait un cinquième de l'électricité consommée à Londres. Mais dans les années 1970, sa production diminua à cause des nouvelles sources de production d'électricité produites par les centrales électriques situées le long de la Tamise. La première tranche de la centrale fut mise à l'arrêt en 1975, et la seconde en 1983.

## Reconversion
Après plusieurs projets de réhabilitations inaboutis elle fut rachetée en 2012 par des investisseurs malaisiens. Et à partir de 2013 fut transformée en un ensemble luxueux de bureaux, logements, restaurants et magasins ouvert en 2022. Les travaux ont coûtés 9 milliards de livres (environ 10,2 milliards d'euros).

## Galerie

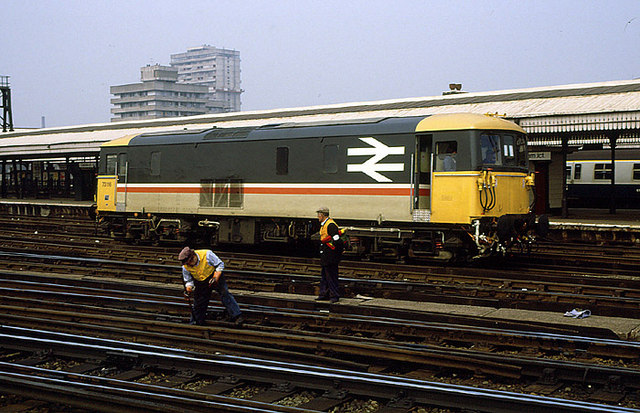
La gare de Clapham Junction en 1986 avec British Rail.
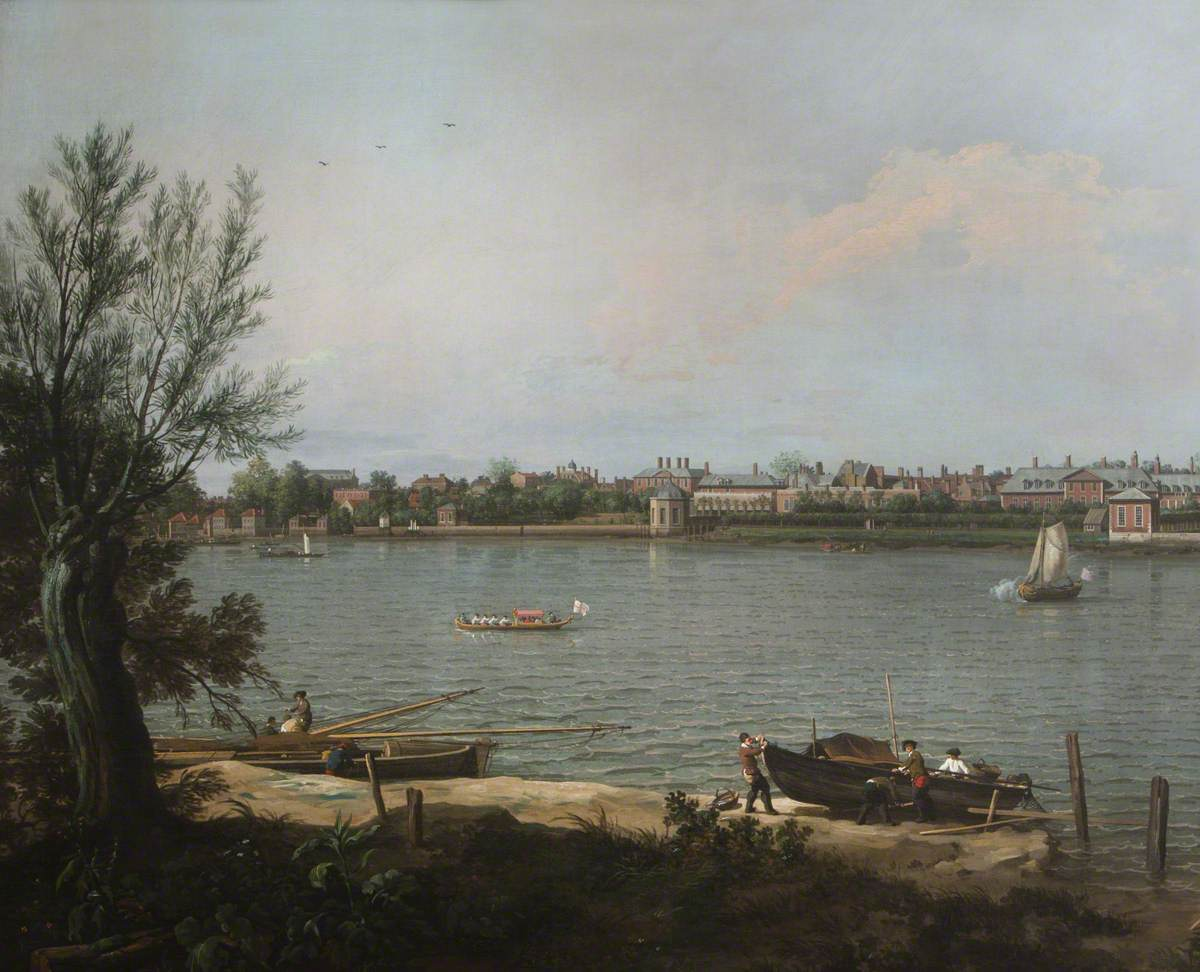
Chelsea vue de la Tamise à Battersea par Canaletto, 1751 National Trust, Blickling Hall

## Personnalités
Installé à Londres en 1863, où il passe plusieurs années, le peintre impressionniste américain Whistler peint à de multiples reprises la Tamise à Battersea.

Battersea par Whistler
Brown and Silver: Old Battersea Bridge (Le vieux  pont), 1859-1863 Andover, Phillips Academy, Addison Gallery of Acedamic Art
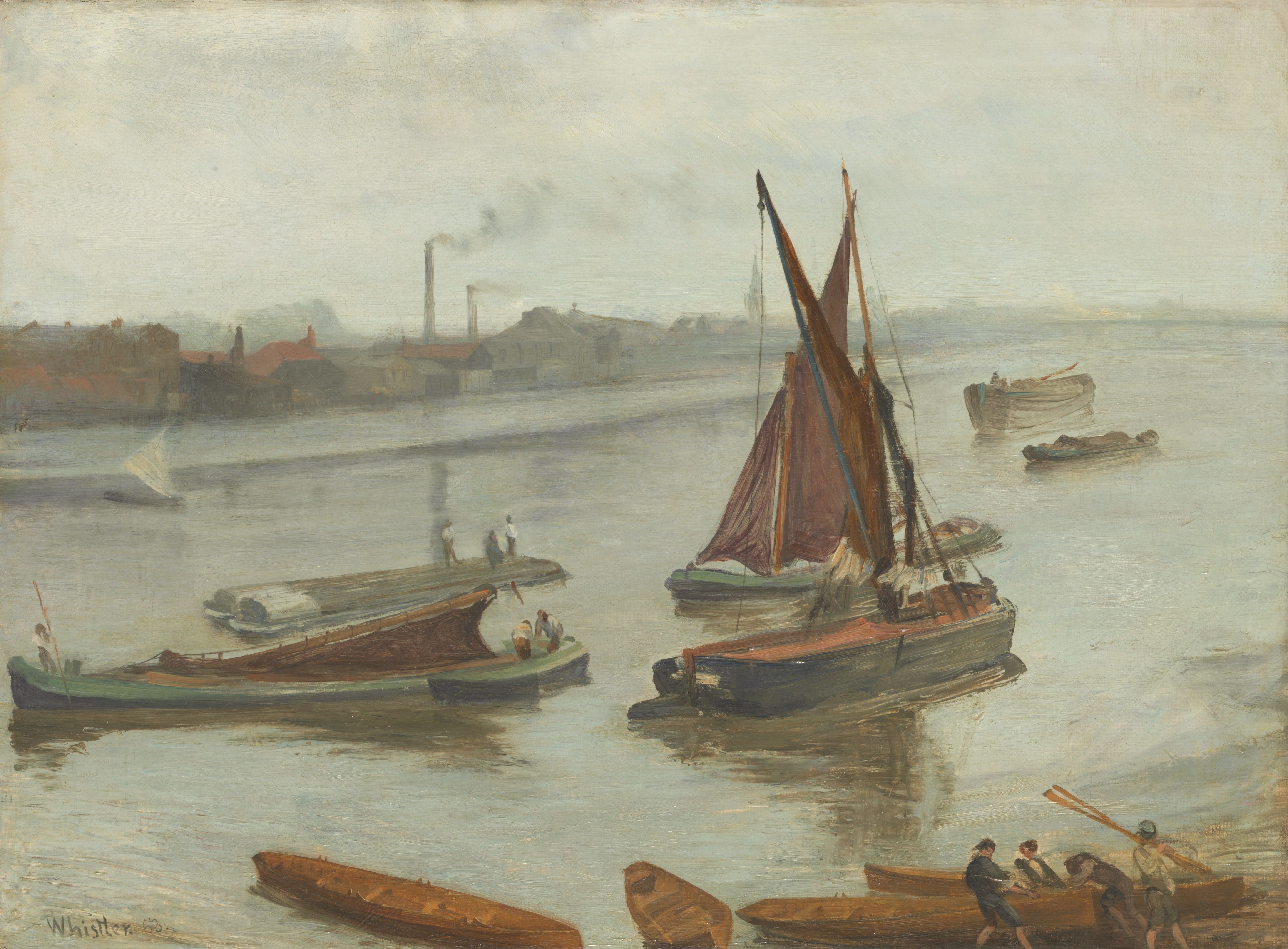
Grey and Silver: Old Battersea Reach (Gris et argent), 1863 Art Institute of Chicago
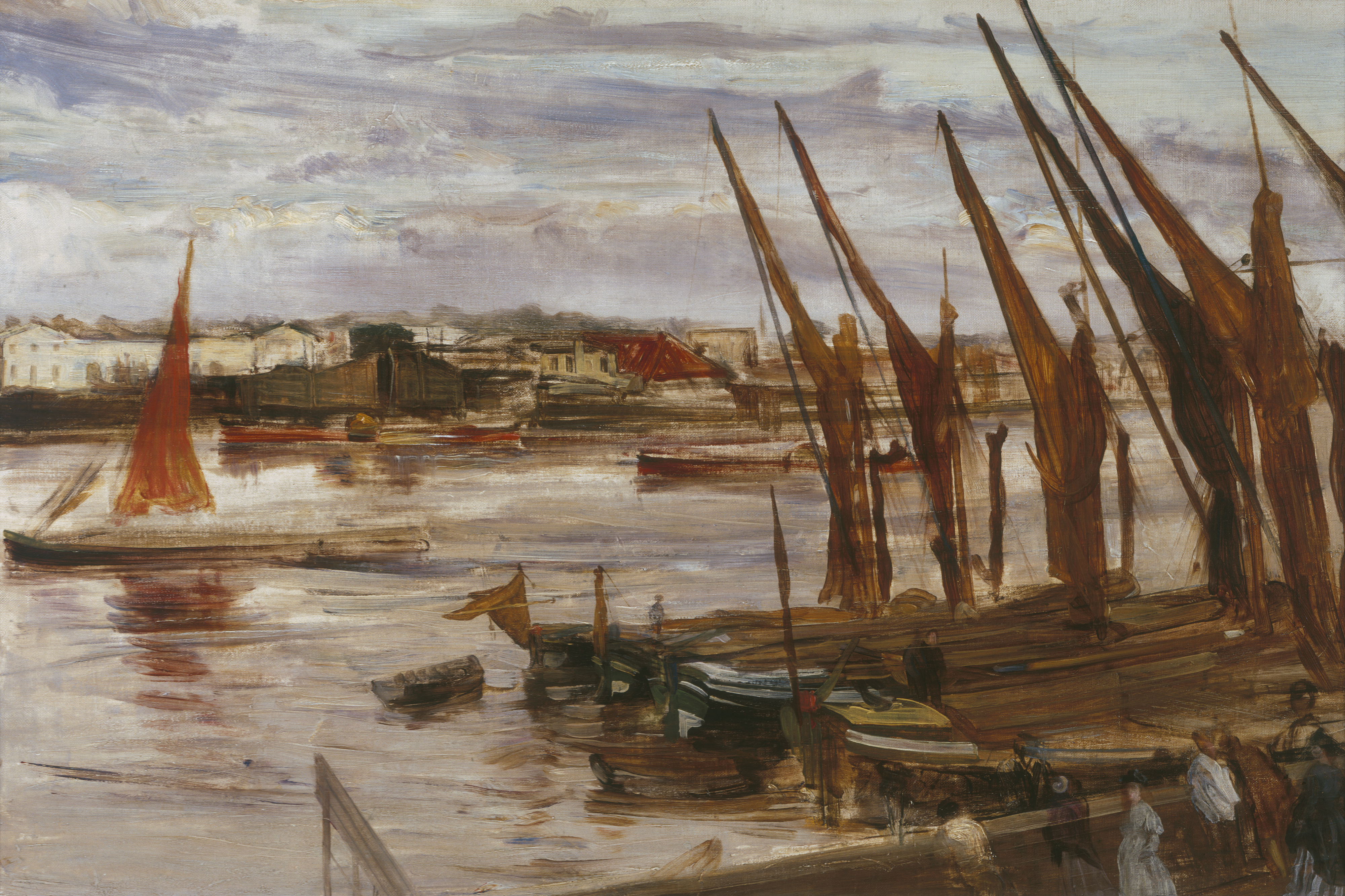
Battersea Reach (Le Quai), 1863 Washington, National Gallery of Art
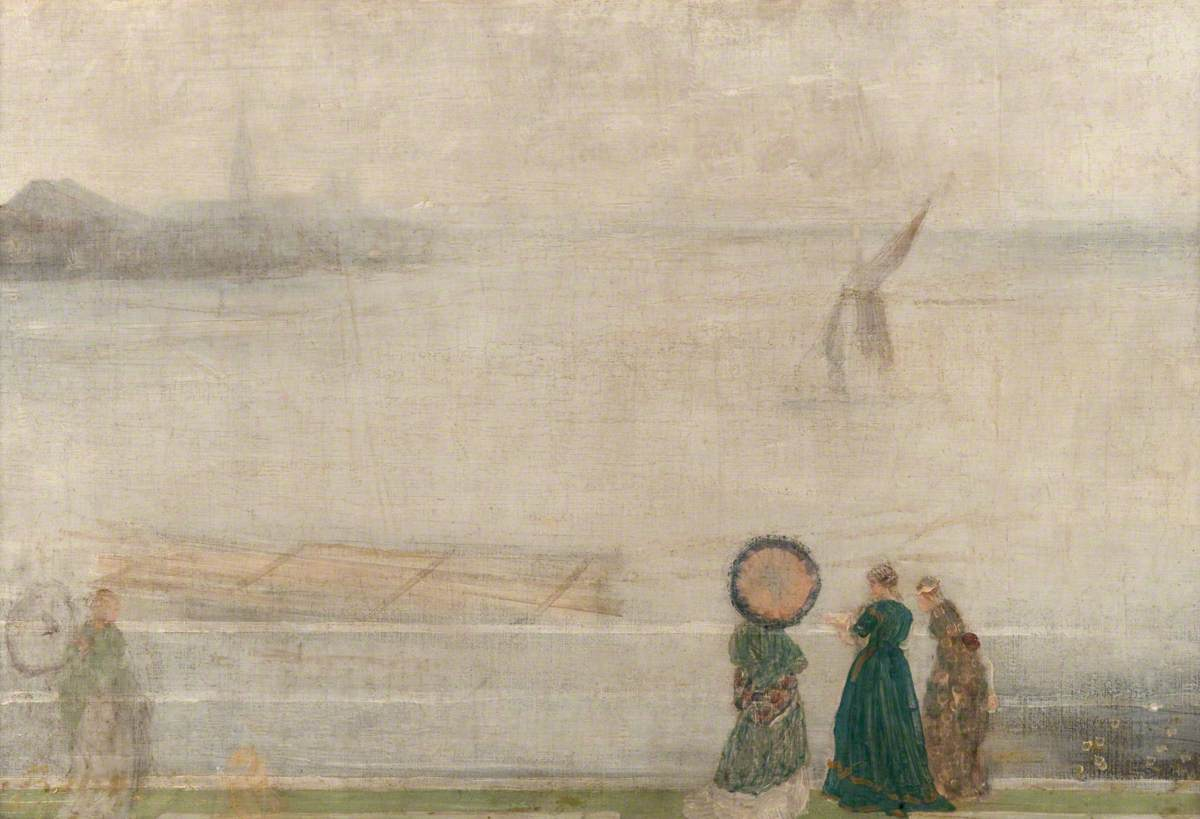
Battersea Reach from Lindsey Houses, 1864-1871 Glasgow, Hunterian Art Gallery
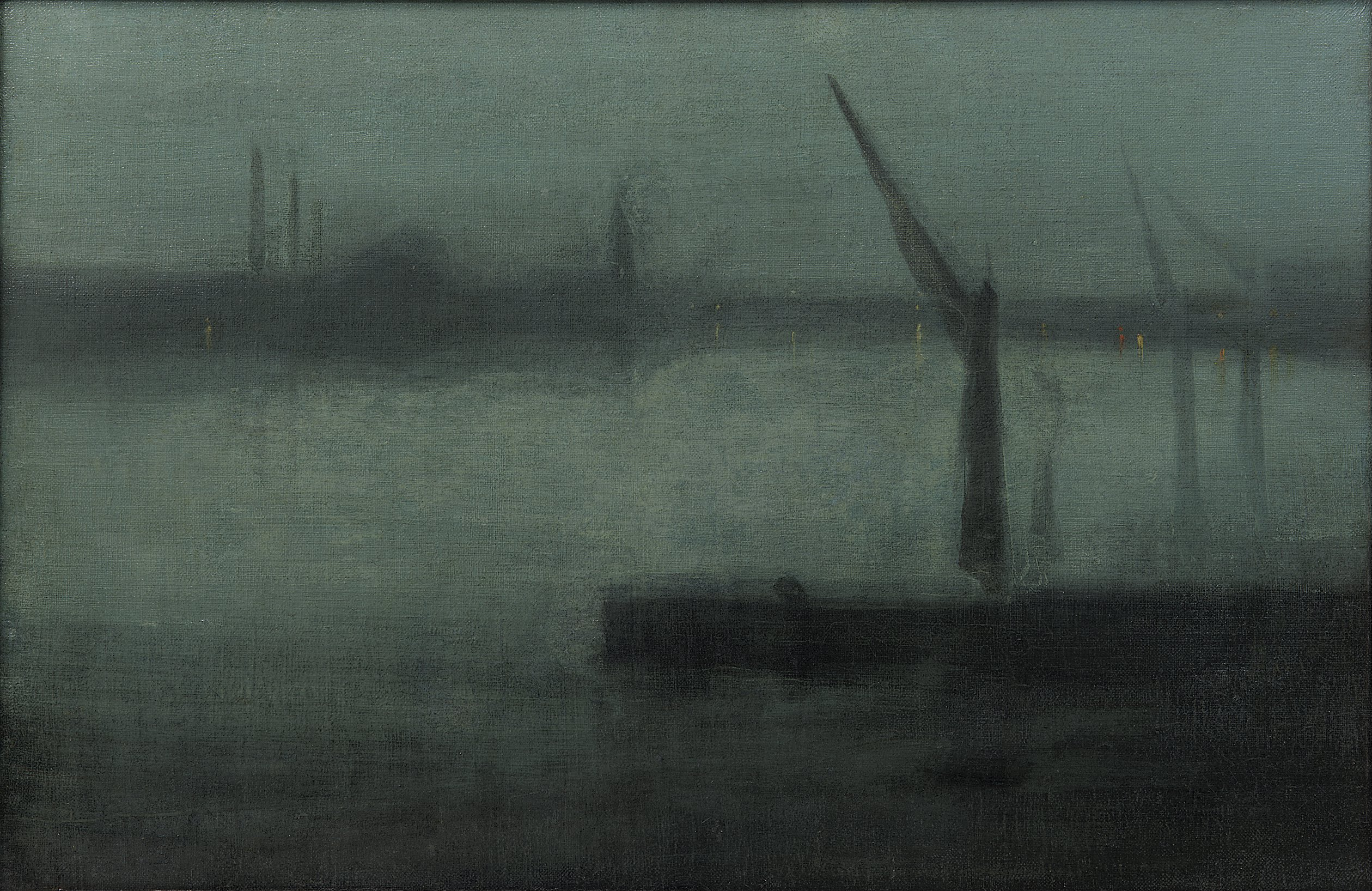
Nocturne: Blue and Silver (Bleu et Argent) - Battersea Reach, 1870-1875 Freer Gallery of Art, Washington
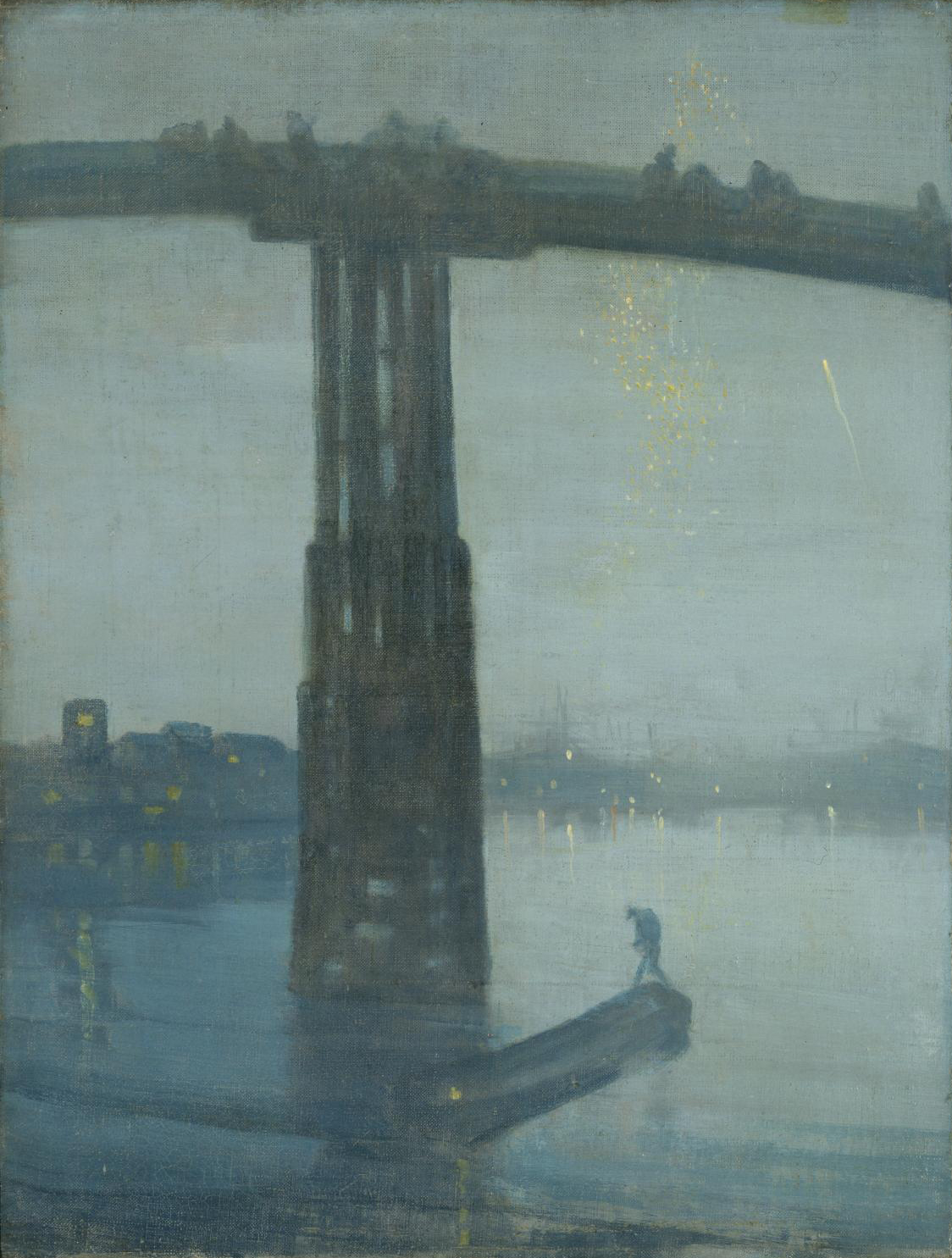
Nocturne: Blue and Gold (Bleu et or) - Old Battersea Bridge, 1872-1875 Londres, Tate
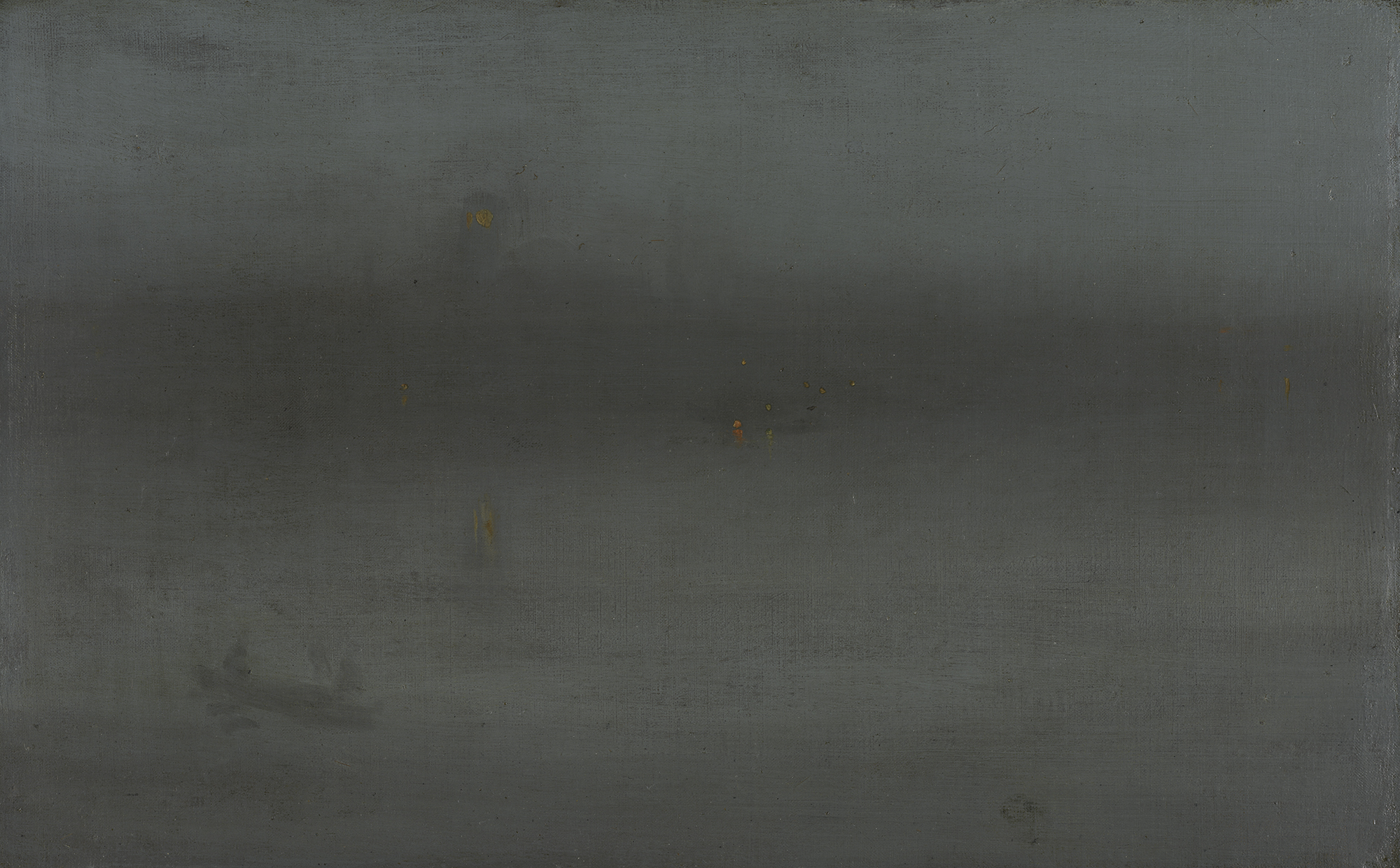
Nocturne, Blue and Silver: Battersea Reach (Bleu et argent), 1872-1878 Musée Isabella Stewart Gardner, Boston

- Gabrielle Bertin, y est faite baronne en 2016[5]
- Frank-Samuel Eastmann (1878-1964), peintre, y est mort.
- Hero Fiennes-Tiffin a étudié à l'école de Battersea.